# 谢罗纳克
谢罗纳克（法語：Chéronnac，法語發音：[ʃeʁɔnak]）是法国新阿基坦大区上维埃纳省的一个市镇，属于罗什舒阿尔区。

## 地理
谢罗纳克（45°45'32"N, 0°45'50"E）面积18.9 平方千米，位于法国新阿基坦大区上维埃纳省，该省份为法国中西部省份，北起顺时针与安德尔省、克勒兹省、科雷兹省、多爾多涅省、夏朗德省和维埃纳省接壤。
与谢罗纳克接壤的市镇（或旧市镇、城区）包括：维代、塔杜瓦尔河畔迈索奈、圣巴齐尔、圣马蒂厄、莱萨勒拉沃吉永、韦尔。

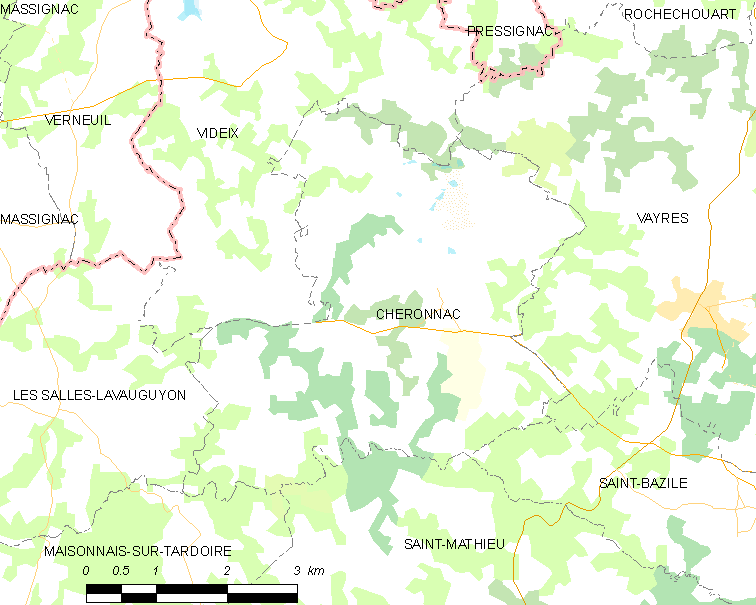
谢罗纳克的OSM定位图

谢罗纳克的时区为UTC+01:00、UTC+02:00（夏令时）。

## 行政
谢罗纳克的邮政编码为87600，INSEE市镇编码为87044。

## 政治
谢罗纳克所属的省级选区为罗什舒阿尔县。

## 人口

1962-2008年间谢罗纳克人口变化图示

谢罗纳克于2022年1月1日时的人口数量为315人。